# 레이니 윌슨
레이니 윌슨(Lainey Wilson, 1992년 5월 19일 ~ )은 미국의 컨트리 싱어송라이터이다.

## 음반 목록
- Lainey Wilson (2014)
- Tougher (2016)
- Sayin' What I'm Thinkin' (2021)
- Bell Bottom Country (2022)